# Crittologia
La crittologia (il termine deriva dal greco kryptòs (nascosto) e logos (discorso), ovvero discorso nascosto) è la disciplina che si occupa delle scritture nascoste, nel suo duplice significato: da un lato comprende infatti l'ideazione di metodi sempre più sicuri per occultare il reale significato di determinati segni (crittografia), dall'altro riguarda la decifrazione di testi occultati senza conoscerne a priori il metodo usato (crittoanalisi).

## Crittografia e crittoanalisi
Crittografia e crittoanalisi sono le due facce della stessa medaglia, una medaglia che nel corso della storia ha dato più importanza all'una o all'altra, alternativamente.
Una delle prime tracce storiche di uso di queste tecniche risale a Gaio Giulio Cesare che si narra utilizzasse un cifrario (detto Cifrario di Cesare) consistente nel sostituire ad ogni lettera la terza lettera che la segue nell'alfabeto. Ben presto per metodi così arcaici vennero scoperti metodi di soluzione generali (uno dei primi è stata l'analisi delle frequenze), segnando anche la nascita della crittanalisi.
Nel corso della storia le due arti contrapposte hanno affinato sempre più le loro armi, dando spesso l'impressione che una delle due fosse destinata a prevalere sull'altra. Oggigiorno, la guerra si è spostata nella teoria dei numeri, la branca più astratta della matematica, dimostrando che perfino la scienza più astratta può avere decisivi effetti sulla vita di tutti i giorni. Gli ultimi prodotti della crittografia sembrano a tutti gli effetti inattaccabili, ma la storia insegna che è forse troppo presto per giudicare, benché gli odierni risultati siano basati su metodi sempre più precisi e controllati e non sull'intuito personale del crittologo.

## Glossario di termini tecnici
testo in chiaro (plaintext)testo o file nella sua forma normalmente utilizzabile
testo cifrato (ciphertext) o crittogrammatesto o file nella sua forma cifrata
cifratura (encryption)operazione che permette di passare da un testo in chiaro ad un testo cifrato
codiceuna regola invariabile per sostituire ad un'informazione un altro oggetto non necessariamente dello stesso genere
decifraturaoperazione che permette di passare dal testo cifrato al testo in chiaro all'utente per cui il messaggio era inteso (in possesso di chiave e cifrario)
decifrazione o decrittazioneoperazione che permette di passare dal testo cifrato al testo in chiaro ad utente diverso da colui per il quale il messaggio era inteso
chiave (key)parametro che rende variabile la cifratura, se la cifratura non è debole basta tenere segreta la chiave per ottenere l'effetto di tenere segreto l'intero testo
coppia di chiavi (key pair)coppia di parametri usati dalla crittografia asimmetrica: quando una delle due chiavi viene usata per la cifratura serve l'altra per decifrare.